# 加色丁禮天主教埃爾比勒總教區
加色丁禮天主教埃爾比勒總教區（拉丁語：Archieparchia Arbilensis  Chaldaeorum）是伊拉克一個東儀天主教（加色丁禮）總教區。
1968年3月7日重設總教區，教座位於埃爾比勒城北的安卡瓦。2009年有五個堂區、五名司鐸，20,000位教友。現任教區總主教為巴沙爾·瓦爾達。

## 外部連結
- Eintrag über die Erzeparchie Arbil der Chaldäer auf catholic-hierarchy.org (englisch)（页面存档备份，存于）